# Eduardo Galvão (antropólogo)
Eduardo Enéas Gustavo Galvão (Rio de Janeiro, 25 de janeiro de 1921 - Rio de Janeiro, 26 de agosto de 1976) foi um antropólogo brasileiro. 

## Vida
Filho do militar Edmundo Enéas Galvão e de Laetitia Leonor do Rego Barros Galvão, casou-se com Clara Maria Catta Preta de Faria, bibliotecária do Museu Paraense Emílio Goeldi, da Universidade de Brasília e do Museu Nacional. Clara foi também sua companheira de trabalho por toda a vida. Não tiveram filhos.
Em 1946, Galvão graduou-se em Geografia e História, na Faculdade de Filosofia do Instituto Lafayete, que deu origem à Faculdade de Filosofia da Universidade do Estado da Guanabara - atual Universidade do Estado do Rio de Janeiro. Em 1952, tornou-se o primeiro antropólogo brasileiro a obter o PhD  pela Universidade de Columbia (com The Religion of an Amazon Community: A Study in Culture Change, publicada em português, em 1955, como Santos e visagens: Um estudo da vida religiosa de Itá, Amazonas). A tese aborda a esfera das crenças e das práticas religiosas caboclas, inseridas entre o catolicismo e a pajelança.

## Realizações
Galvão é considerado um dos responsáveis pela consolidação da antropologia no Brasil. Pesquisou sociedades indígenas, principalmente, no Parque Indígena do Xingu, no rio Negro e no Maranhão. Com Charles Wagley, seu orientador de pesquisa na pós-graduação, estudou os índios Tapirapé, de Mato Grosso, e os Tenetehara, no Maranhão. Esteve também com os índios Caioá, em Mato Grosso. Pesquisou, também em companhia de Wagley, uma comunidade cabocla no Baixo Amazonas, na vila de Gurupá (Itá),  estudo que serviu de base à elaboração de sua tese de doutorado. Também, fez pesquisa arqueológica na região de Santarém, no Pará. Foi à aldeia dos índios Tiriyó, na serra Tumucumaque. Visitou os índios Anambé, no vale do rio Moju, no Pará. No Parque Indígena do Xingu, pesquisou os grupos tribais Kamaiurá, Kayabí, Juruna e Suiá. Na região do Rio Negro, pesquisou as relações entre índios e a sociedade nacional e os processos de mudanças culturais que ocorrem entre essas sociedades,  analisando os índios dos rios Içana e Uaupés, no Alto Rio Negro, e do Médio Rio Negro.
Trabalhou no Museu Nacional, no antigo SPI,atual FUNAI (1952-1954), no Museu Paraense Emílio Goeldi (1955) e no Instituto Nacional de Pesquisas da Amazônia. Foi professor de Etnologia do Brasil na Universidade Federal do Pará (1957) e na Universidade de Brasília (1963-1964).
Em 1965, pouco depois do golpe militar, Eduardo Galvão, que era então diretor do Instituto de Ciências Humanas da Universidade de Brasília, foi incluído no grupo de aproximadamente 300 professores expulsos da UnB pelo novo regime. Ao tentar voltar a trabalhar no Museu Nacional, também foi impedido. Nos últimos anos de sua vida, permanece em Belém, onde coordena o Centro de Estudos Sociais e Culturais da Amazônia do Museu Goeldi (1968-1973), colaborando com pesquisadores iniciantes .
Eduardo Galvão, um dos maiores antropólogos culturais brasileiros, é considerado como um dos fundadores da antropologia científica no Brasil, ao lado de Herbert Baldus, Darcy Ribeiro, Egon Schaden e Roberto Cardoso de Oliveira.
Faleceu aos 55 anos. No vigésimo ano de sua morte foram publicados seus diários de campo, editados por Marco Antonio Gonçalves.

## Escritos
Livros:
- Santos e visagens: um estudo da vida religiosa de Itá, Amazonas. Companhia Editora Nacional, 1955.
- Artesanato indígena do centro-oeste: mostra das coleções Galvão e CNRC. Centro Nacional de Referência Cultural.
- Índios do Brasil, áreas culturais e áreas de subsistência (com Pedro Agostinho). Salvador: Centro Editorial e Didático, Universidade Federal da Bahia, 1973.
- Os índios Tenetehara: uma cultura em transição (com Charles Wagley). Ministério da Educação e Cultura, Serviço de Documentação, 1961
- Diários de campo de Eduardo Galvão: Tenetehara, Kaioá e índios do Xingu. Editora UFRJ, 1996.
- Encontro de sociedades – Índios e brancos no Brasil. Paz e Terra, 1979.